# Casimir Pyrame de Candolle
Anne Casimir Pyrame de Candolle ( 1836-1918) foi um botânico suiço.
Era filho do botânico Alphonse Louis Pierre Pyrame de Candolle e neto do botânico Augustin Pyrame de Candolle
Continuou  os trabalhos botânicos de seu pai, mantendo uma dinastia de botânicos que se prolongaria por boa parte do século XIX e do século XX.